# Hlipiceni
Hlipiceni es una comuna y pueblo de Rumania ubicada en el distrito de Botoșani.

## Demografía
Según el censo de 2011, tiene 3420 habitantes, mientras que en el censo de 2002 tenía 3763 habitantes. La mayoría de la población es de etnia rumana (95,99 %), con una minoría de gitanos (1,16 %).
La mayoría de los habitantes son cristianos de la Iglesia Ortodoxa Rumana (90,99 %), con una minoría de pentecostales (5,02 %).
En la comuna hay tres pueblos (población en 2011):
- Hlipiceni (pueblo), 1668 habitantes;
- Dragalina, 396 habitantes;
- Victoria, 1356 habitantes.

## Geografía
Se ubica en la esquina suroriental del distrito sobre la carretera 282, unos 10 km al oeste de la frontera con República de Moldavia.